# 6835 Molfino
6835 Molfino (1994 HT1) là một tiểu hành tinh vành đai chính được phát hiện ngày 30 tháng 4 năm 1994 bởi A. Vagnozzi ở Stroncone.